# 1918 год в музыке

## Родились

### Январь
- 1 января — Вели Ахмедов (ум. 2001) — советский и туркменский композитор и музыкальный педагог
- 27 января — Элмор Джеймс (ум. 1963) — американский блюзовый гитарист, певец и автор песен

### Февраль
- 19 февраля — Тимофей Фандеев (ум. 1999) — советский и российский композитор, баянист и музыкальный педагог
- 24 февраля
  - Алексей Кандинский (ум. 2000) — советский и российский музыковед и преподаватель
  - Василий Сербин (ум. 2002) — советский и российский хоровой дирижёр

### Март
- 14 марта — К. В. Махадеван (ум. 2001) — индийский кинокомпозитор, поэт-песенник и музыкальный продюсер
- 15 марта — Абида Арсаланов (ум. 2002) — советский и российский оперный певец (тенор)
- 27 марта — Мария Титаренко (ум. 2002) — советская и азербайджанская оперная певица (сопрано) и музыкальный педагог

### Апрель
- 3 апреля — Луис Эпплбаум (ум. 2000) — канадский композитор, дирижёр и музыкальный администратор
- 14 апреля — Мэри Хили (ум. 2015) — американская актриса и певица
- 16 апреля — Спайк Миллиган (ум. 2002) — ирландский писатель, поэт, сценарист, комик и музыкант
- 26 апреля — Евгений Шендерович (ум. 1999) — советский и израильский пианист, композитор и музыкальный педагог

### Май
- 9 мая — Аким Джемилев (ум. 2001) — советский и украинский балетмейстер, танцор и хореограф

### Июнь
- 3 июня — Лили Сент-Сир (ум. 1999) — американская стриптизёрша, артистка бурлеска и фотомодель
- 10 июня — Паташу (ум. 2015) — французская певица и актриса
- 25 июня — Сид Теппер[англ.] (ум. 2015) — американский автор песен

### Июль
- 16 июля — Мюзейен Сенар (ум. 2015) — турецкая певица
- 23 июля
  - Олимпиада Агакова (ум. 1999) — советская и российская чувашская певица и музыкальный педагог
  - Давид Львов-Компанеец (ум. 2002) — советский композитор-песенник

### Август
- 4 августа — Тхай Тхи Льен (ум. 2023) — вьетнамская пианистка и музыкальный педагог
- 25 августа — Леонард Бернстайн (ум. 1990) — американский композитор, пианист и дирижёр
- 30 августа — Михаил Рожков (ум. 2018) — советский и российский балалаечник

### Сентябрь
- 11 сентября — Хашим Мустаев (ум. 2015) — советский и российский артист балета и балетмейстер
- 30 сентября — Альдо Паризот (ум. 2018) — бразильский и американский виолончелист и музыкальный педагог

### Октябрь
- 16 октября — Жеори Буэ (ум. 2017) — французская оперная певица (сопрано)
- 17 октября — Рита Хейворт (ум. 1987) — американская киноактриса и танцовщица
- 28 октября — Иосиф Вайнштейн (ум. 2001) — советский и канадский джазовый трубач, дирижёр и аранжировщик

### Ноябрь
- 8 ноября — Гаянэ Чеботарян (ум. 1998) — советская и армянская пианистка, композитор, музыковед и педагог
- 11 ноября — Барри Брук (ум. 1997) — американский музыковед, педагог, лексикограф и музыкальный библиограф
- 25 ноября — Александр Крылов (ум. 1999) — советский и российский хоровой дирижёр и музыкальный педагог
- 26 ноября
  - Стиг Вестерберг (ум. 1999) — шведский дирижёр
  - Леопольд Козловский (ум. 2019) — польский пианист, дирижёр и композитор

### Декабрь
- 2 декабря — Милтон Делагг[англ.] (ум. 2015) — американский музыкант, композитор и аранжировщик
- 12 декабря — Джо Уильямс (ум. 1999) — американский джазовый певец
- 14 декабря — Аркадий Нестеров (ум. 1999) — советский и российский композитор и музыкальный педагог
- 18 декабря
  - Эрнст Грёшель (ум. 2000) — немецкий пианист, скрипач, трубач и музыкальный педагог
  - Александра Коваленко (ум. 1999) — советская и российская эстрадная певица
- 19 декабря — Профессор Лонгхейр (ум. 1980) — американский блюзовый певец и пианист
- 21 декабря — Ашир Кулиев (ум. 2000) — советский и туркменский композитор, дирижёр и музыкальный педагог
- 23 декабря — Зара Нелсова (ум. 2002) — канадская и американская виолончелистка и музыкальный педагог
- 24 декабря — Дэйв Бартоломью (ум. 2019) — американский музыкант, композитор и аранжировщик
- 31 декабря — Жавдет Айдаров (ум. 2000) — советский и российский дирижёр, хормейстер и музыкальный педагог

## Скончались

### Январь
- 28 января — Хенри Брамсен (42) — датский виолончелист

### Февраль
- 7 февраля — Александр Танеев (68) — российский композитор

### Март
- 4 марта — Эжен д’Аркур (58) — французский композитор, дирижёр и музыкальный критик
- 15 марта — Лили Буланже (24) — французская пианистка, виолончелистка и композитор
- 25 марта — Клод Дебюсси (55) — французский композитор и музыкальный критик

### Апрель
- 1 апреля — Елизавета Деканова (48) — русская оперная и камерная певица (меццо-сопрано)
- 29 апреля — Хенрик Бенкё (60) — венгерский дирижёр и композитор

### Май
- 2 мая — Эмилио Боццано (78) — итальянский композитор, дирижёр и органист
- 10 мая
  - Прочида Букалосси (85) — британский композитор итальянского происхождения
  - Полина Гемар-Лотер (83) — бельгийская оперная певица (сопрано, меццо-сопрано)
- 20 мая — Рихард Андерссон (66) — шведский пианист, музыкальный педагог и композитор
- 29 мая — Корнелис ван дер Линден (78) — нидерландский дирижёр и композитор

### Июнь
- 10 июня — Арриго Бойто (76) — итальянский композитор, поэт и либреттист
- 20 июня — Карл Вендлинг (60) — немецкий пианист и музыкальный педагог

### Август
- 19 августа — Орвилл Гибсон (62) — американский гитарный мастер и предприниматель, основатель компании Gibson

### Октябрь
- 8 октября — Карой Аггази (62) — венгерский пианист, композитор и музыкальный педагог
- 11 октября — Мария Гнесина (41/42) — русская пианистка и музыкальный педагог
- 12 октября — Александр Городцов (60) — русский оперный певец и общественный деятель
- 24 октября — Шарль Лекок (86) — французский композитор

### Ноябрь
- 15 ноября — Жорж Антуан (26) — бельгийский композитор

### Декабрь
- 14 декабря — Евстафий Азеев (67) — русский композитор, хормейстер, музыкальный педагог и аранжировщик
- 26 декабря — Василий Андреев (57) — российский композитор и балалаечник-виртуоз, основатель и руководитель Русского оркестра В. В. Андреева
- 28 декабря — Олаву Билак (53) — бразильский поэт, журналист и переводчик, автор текста гимна бразильскому флагу

### Без точной даты
- Еркинбек Акынбеков (54/55) — казахский акын
- Владислав Алоиз (57/58) — русский виолончелист, композитор и музыкальный педагог чешского происхождения
- Мешади Ахвердиев (?) — азербайджанский тарист
- Анри Бертелье (61/62) — французский скрипач и музыкальный педагог
- Мешади Мухаммед Бюльбюль (59/60) — азербайджанский поэт и ханенде